# Paweł (Krawczuk)
Paweł, imię świeckie Petro Michajłowycz Krawczuk (ur. 26 września 1965 w obwodzie tarnopolskim) – biskup Kościoła Prawosławnego Ukrainy (do 2018 Ukraińskiego Kościoła Prawosławnego Patriarchatu Kijowskiego).

## Życiorys
Jest synem kapłana prawosławnego. Razem z rodziną żył w latach 1966–1973 na Syberii, gdzie służył jego ojciec. Następnie rodzina Krawczuków przeniosła się do Kobyłobołoków w rejonie trembowelskim obwodu tarnopolskiego. Petro Krawczuk uzyskał tam wykształcenie średnie. W 1990 ukończył studia w Instytucie Politechnicznym we Lwowie. W 1988 ożenił się.
W 1991 podjął naukę w seminarium duchownym w Tarnopolu i ukończył ją w 1995. Był już wtedy kapłanem – święcenia diakońskie przyjął 28 kwietnia 1992 z rąk arcybiskupa tarnopolskiego i buczackiego (jurysdykcja Ukraińskiego Autokefalicznego Kościoła Prawosławnego) Bazylego, zaś 21 czerwca tego samego roku ten sam hierarcha wyświęcił go na kapłana. Od tego momentu ks. Krawczuk służył w parafiach w rejonie czortkowskim obwodu tarnopolskiego. W 1996 zmarła jego małżonka.
W marcu 2009 znalazł się w grupie duchownych, którzy postanowili przejść z Ukraińskiego Autokefalicznego Kościoła Prawosławnego do Ukraińskiego Kościoła Prawosławnego Patriarchatu Kijowskiego. Jego prośba została rozpatrzona pozytywnie, a Święty Synod Patriarchatu Kijowskiego postanowił utworzyć z pozyskanych w ten sposób parafii odrębną eparchię, chociaż w Tarnopolu działała już administratura tej jurysdykcji. Ks. Krawczuk został nominowany na pierwszego biskupa tarnopolskiego i trembowelskiego. W związku z tą decyzją 19 marca 2009 złożył wieczyste śluby mnisze w monasterze św. Michała Archanioła o Złotych Kopułach, przyjmując imię zakonne Paweł. Jego chirotonia biskupia odbyła się w soborze św. Włodzimierza w Kijowie 29 marca 2009. 3 lutego 2024 roku otrzymał nominację na arcybiskupa.